# Ewa Banaszkiewicz
Ewa Banaszkiewicz (ur. 17 stycznia 1961) – polska brydżystka, World Master (WBF), European Master (EBL), Arcymistrz (PZBS), zawodniczka drużyny NOWOGAMES MBIKE Rowery Warszawa.

## Wyniki brydżowe

### Rozgrywki krajowe
W rozgrywkach krajowych zdobywała następujące lokaty:
| Mistrzostwa Polski Teamów | Mistrzostwa Polski Teamów | Mistrzostwa Polski Teamów | Mistrzostwa Polski Teamów |
| Rok                       | Typ                       | Kategoria                 | Pozycja                   |
| ------------------------- | ------------------------- | ------------------------- | ------------------------- |
| 2010                      | IMP                       | Open                      | 1                         |

### Olimpiady
Na olimpiadach uzyskała następujące rezultaty:
| Olimpiady brydżowe. Zawody teamów | Olimpiady brydżowe. Zawody teamów | Olimpiady brydżowe. Zawody teamów | Olimpiady brydżowe. Zawody teamów | Olimpiady brydżowe. Zawody teamów | Olimpiady brydżowe. Zawody teamów |
| Rok                               | Miejsce                           | Zawody                            | Kategoria                         | Drużyna                           | Pozycja                           |
| --------------------------------- | --------------------------------- | --------------------------------- | --------------------------------- | --------------------------------- | --------------------------------- |
| 2012                              | Lille                             | 2. Olimpiada Sportów Umysłowych   | Kobiety                           | Poland                            | 3                                 |
| 2004                              | Stambuł                           | 12. Olimpiada Teamów              | Kobiety                           | Poland                            | 5                                 |
| 2000                              | Maastricht                        | 11. Olimpiada Teamów              | Kobiety                           | Poland                            | 9                                 |
| 1996                              | Rodos                             | 10. Olimpiada Teamów              | Kobiety                           | Poland                            | 9                                 |

### Zawody europejskie
W rozgrywkach europejskich zanotowała następujące miejsca:
| Zawody Europejskie. Konkurencja Teamów | Zawody Europejskie. Konkurencja Teamów | Zawody Europejskie. Konkurencja Teamów | Zawody Europejskie. Konkurencja Teamów | Zawody Europejskie. Konkurencja Teamów | Zawody Europejskie. Konkurencja Teamów |
| Rok                                    | Miejscowość                            | Zawody                                 | Kategoria                              | Team                                   | Pozycja                                |
| -------------------------------------- | -------------------------------------- | -------------------------------------- | -------------------------------------- | -------------------------------------- | -------------------------------------- |
| 2013                                   | Ostenda                                | 6. Otwarte Mistrzostwa Europy          | Open                                   | Doctor Poland                          | 85                                     |
| 2013                                   | Ostenda                                | 6. Otwarte Mistrzostwa Europy          | Miksty                                 | Morawski                               | 23                                     |
| 2005                                   | Teneryfa                               | 2. Otwarte Mistrzostwa Europy          | Cersanit Kielce                        | Weber                                  | 65                                     |
| 2004                                   | Malmö                                  | 47. Mistrzostwa Europy Teamów          | Kobiety                                | Poland                                 | 9                                      |
| 2003                                   | Mentona                                | 1. Otwarte Mistrzostwa Europy          | Miksty                                 | Banaszkiewicz                          | 96                                     |
| 2002                                   | Ostenda                                | 7. Mistrzostwa Europy Mikstów          | Miksty                                 | Banori                                 | 27                                     |
| 1998                                   | Akwizgran                              | 5. Mistrzostwa Europy Mikstów          | Miksty                                 | Chodorowska                            | 53                                     |
| 1997                                   | Montecatini                            | 43. Mistrzostwa Europy Teamów          | Kobiety                                | Poland                                 | 8                                      |
| 1995                                   | Vilamoura                              | 42. Mistrzostwa Europy Teamów          | Kobiety                                | Poland                                 | 6                                      |

| Zawody Europejskie. Konkurencja Par | Zawody Europejskie. Konkurencja Par | Zawody Europejskie. Konkurencja Par | Zawody Europejskie. Konkurencja Par | Zawody Europejskie. Konkurencja Par | Zawody Europejskie. Konkurencja Par |
| Rok                                 | Miejscowość                         | Zawody                              | Kategoria                           | Partner                             | Pozycja                             |
| ----------------------------------- | ----------------------------------- | ----------------------------------- | ----------------------------------- | ----------------------------------- | ----------------------------------- |
| 2013                                | Ostenda                             | 6. Otwarte Mistrzostwa Europy       | Miksty                              | Przemysław Janiszewski              | 147                                 |
| 2013                                | Ostenda                             | 6. Otwarte Mistrzostwa Europy       | Kobiety                             | Grażyna Brewiak                     | 30                                  |
| 2007                                | Antalya                             | 3. Otwarte Mistrzostwa Europy       | Miksty                              | Radosław Szczepański                | 226                                 |
| 2007                                | Antalya                             | 3. Otwarte Mistrzostwa Europy       | Kobiety                             | Małgorzata Jeleniewska              | 54                                  |
| 2005                                | Teneryfa                            | 2. Otwarte Mistrzostwa Europy       | Mikst                               | Piotr Lutostański                   | 19                                  |
| 2003                                | Mentona                             | 1. Otwarte Mistrzostwa Europy       | Mikst                               | Krzysztof Pikus                     | 295                                 |
| 2002                                | Ostenda                             | 7. Mistrzostwa Europy Mikstów       | Mikst                               | Apolinary Kowalski                  | 138                                 |
| 2000                                | Bellaria                            | 6. Mistrzostwa Europy Mikstów       | Mikst                               | Apolinary Kowalski                  | 6                                   |
| 1999                                | Warszawa                            | 10. Mistrzostwa Europy Par          | Open                                | Włodzimierz Antoni Buze             | 84                                  |
| 1998                                | Akwizgran                           | 5. Mistrzostwa Europy Mikstów       | Mikst                               | Włodzimierz Antoni Buze             | 100                                 |
| 1997                                | Montecatini                         | 6. Mistrzostwa Europy Par Kobiet    | Kobiety                             | Jolanta Krogulska                   | 17                                  |
| 1996                                | Monte Carlo                         | 4. Mistrzostwa Europy Mikstów       | Mikst                               | Lech Ohrysko                        | 87                                  |
| 1995                                | Vilamoura                           | 42. Mistrzostwa Europy Teamów       | Kobiety                             | Jolanta Krogulska                   | 5                                   |

## Klasyfikacje brydżowe
- Ewa Banaszkiewicz – klasyfikacja PZBS
- Ewa Banaszkiewicz – klasyfikacja EBL (ang.)
- Ewa Banaszkiewicz – klasyfikacja WBF (ang.)